# 深見村
深見村（ふかみむら）は、大分県宇佐郡にあった村。現在の宇佐市の一部にあたる。

## 地理
駅館川上流、津房川の支流、深見川流域の山間部に位置していた。

## 歴史
- 1889年（明治22年）4月1日、町村制の施行により、宇佐郡明治村、竜王村が発足[3]。
- 1951年（昭和26年）4月1日、宇佐郡明治村と竜王村（一部、大字今井・大村・有徳原・西衲・野山・森・鳥越・中山）が合併し、深見村が発足[1][2]。合併村から継承した上内河野、福貴野、寒水、元、山ノ口、畳石、水車、広連、矢畑、下内河野、筌ノ口、番木、仏木、村部、境坪、川底、新貝、船板、平山、今井、大村、有徳原、西衲、野山、森、鳥越、中山の27大字を編成[2]。
- 1955年（昭和30年）1月1日、宇佐郡安心院町、佐田村、津房村、駅川村（一部）と合併し、安心院町が存続して廃止された[1][2]。

### 地名の由来
『和名類聚抄』に記載の宇佐郡10郷の一つ、深見郷による。

## 産業
- 農業

## 教育
- 合併時に明治小学校（大字広運）は深見南小学校に、竜王小学校（大字鳥越）は深見北小学校に改称[2]。